# Diaphorus apiciniger
Diaphorus apiciniger är en tvåvingeart som beskrevs av Yang och Saigusa 2002. Diaphorus apiciniger ingår i släktet Diaphorus och familjen styltflugor.
Artens utbredningsområde är Yunnan (Kina). Inga underarter finns listade i Catalogue of Life.